# De fiets (single)
De fiets is een single van de Nederlandse zanger Henkie uit 2003. 

## Achtergrond
De fiets is geschreven door Johan de Leeuw en Marco Leeuwis. Het is een Nederlands lied met een repeterende opbouw. In het lied wordt er gezongen over de fiets van Piet van pa welke daarvoor is gepasseerd. Bij elke herhaling wordt een ander onderdeel van de fiets voor het eerder gezongen stukje gezet. Aan het einde van het nummer worden naast de fiets van Piet van pa ook zeven andere fietsonderdelen genoemd. De B-kant van de single is de ‘Doe het zelf versie’, wat de instrumentale versie van het nummer is. 

## Hitnoteringen
Henk Leeuwis ("Henkie") had met het lied bescheiden succes in Nederland. Het haalde de Top 40 niet, maar kwam wel tot de 57e plek van de Mega Top 50. Het stond in totaal vijf weken in deze lijst. Wel werd het een culthit.